# Millam
Millam is een gemeente in de Franse Westhoek, in het Franse Noorderdepartement (Frans: département du Nord. De gemeente ligt in Frans-Vlaanderen, op de grens van de streken het Blootland en het Houtland. Zij grenst aan de gemeenten Merkegem, Volkerinkhove, Wulverdinge, Waten, Holke en Kapellebroek. Aan de noordwestgrens van de gemeente stroomt het Kanaal van de Hoge Kolme, en deel van de Kolme. De gemeente had op 1 januari 2022 843 inwoners.
In Millam staat de Sint-Omaarkerk en een kapel voor Sint-Mildreda die in Millam zou hebben verbleven na haar overtocht van Het Kanaal, toen het grondgebied van de huidige gemeente nog een grote moerasvlakte was aan de kust.

## Geografie
De oppervlakte van Millam bedroeg op 1 januari 2022 12,44 vierkante kilometer; de bevolkingsdichtheid was toen 67,8 inwoners per km².

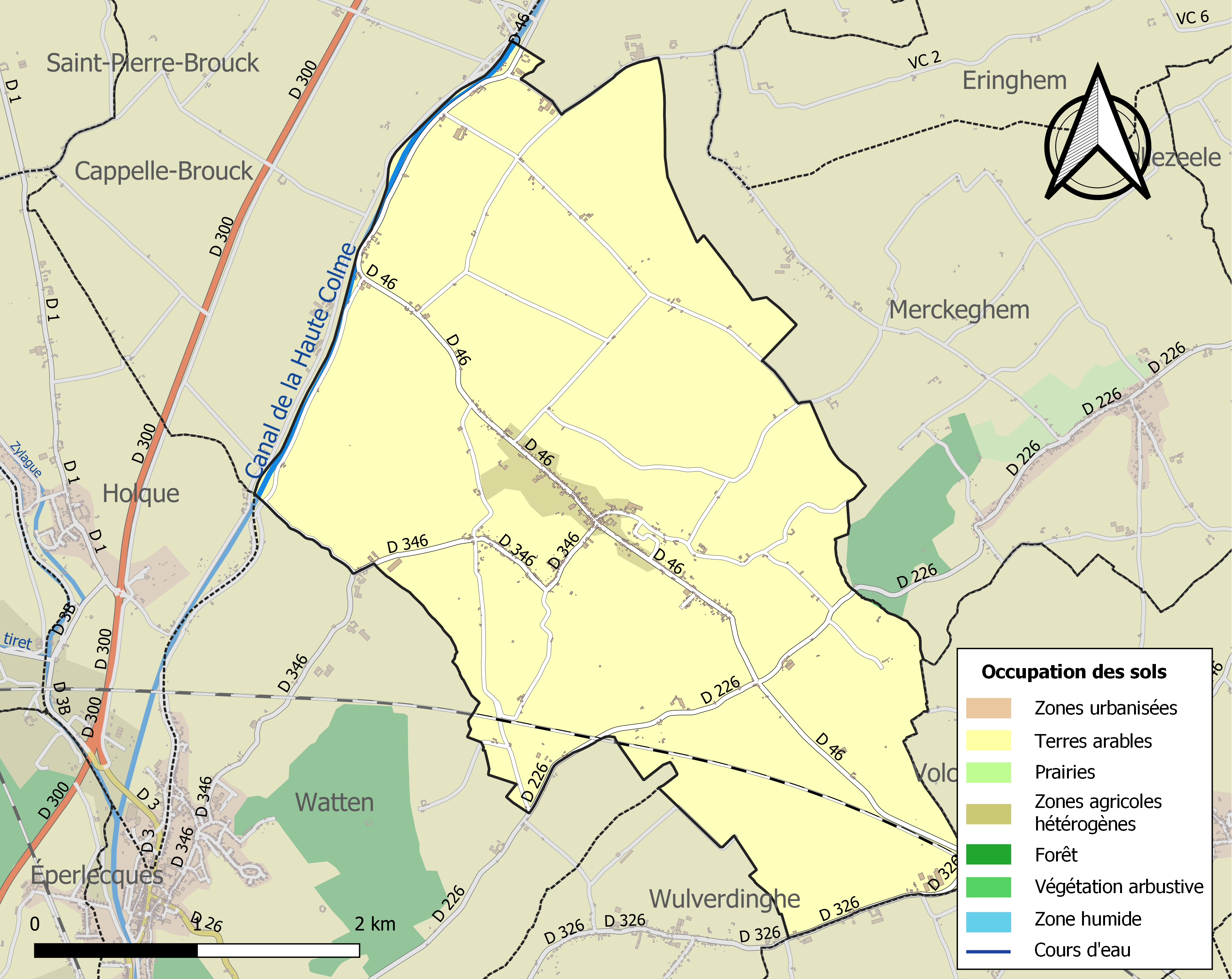
Kaart van de gemeente met belangrijkste infrastructuur, bodemgebruik en omliggende gemeenten

## Bezienswaardigheden
- De Sint-Omaarskerk (Église Saint-Omer), in 1951 ingeschreven als monument historique.
- De Sint-Mildredakapel (Chapelle Sainte-Mildrède)
- Het Kerkhof van Millam werd samen met de kerk als monument ingeschreven. Op het kerkhof bevinden zich een aantal Britse oorlogsgraven met gesneuvelden uit beide wereldoorlogen.

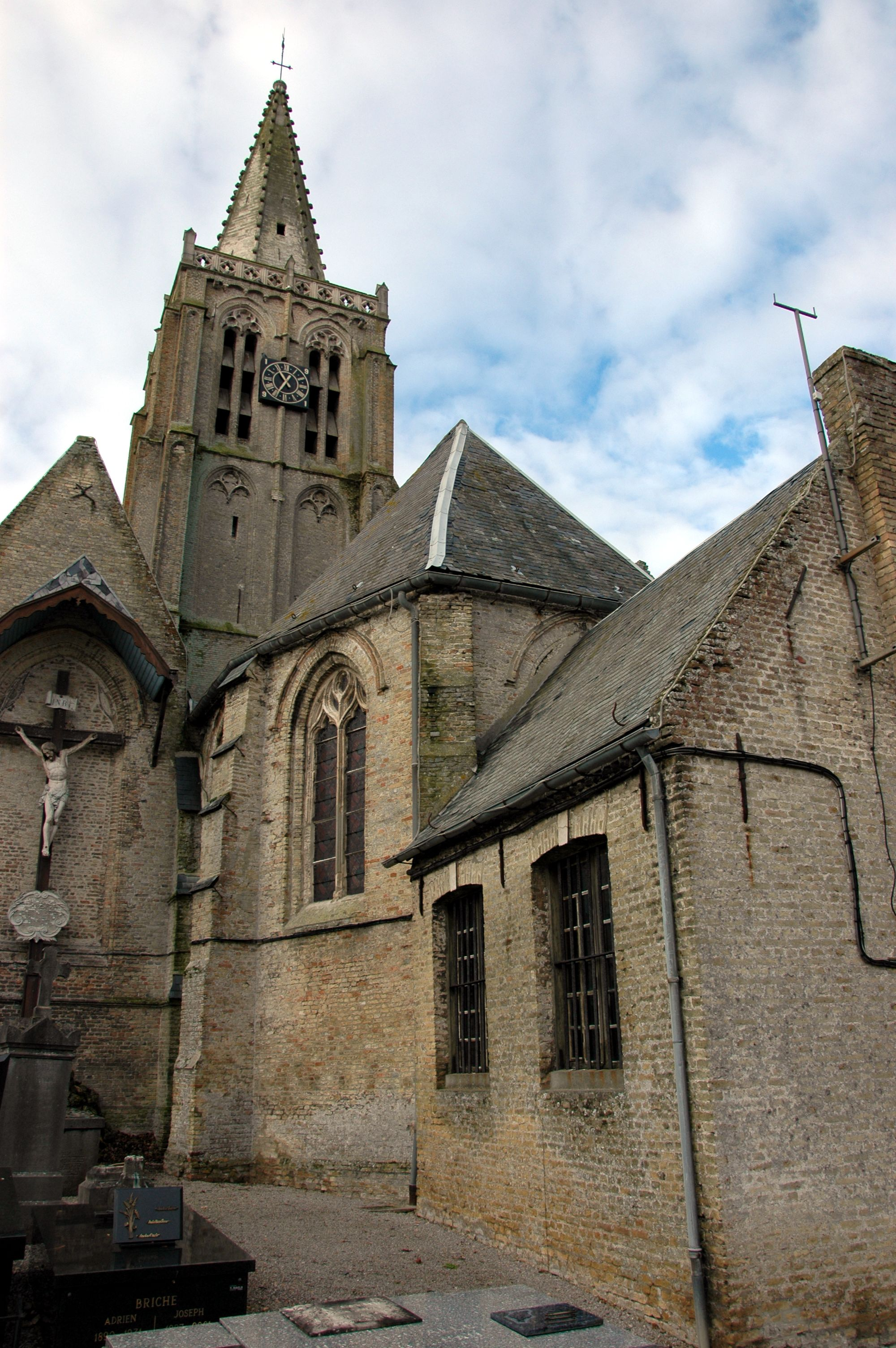
De Sint-Omaarskerk
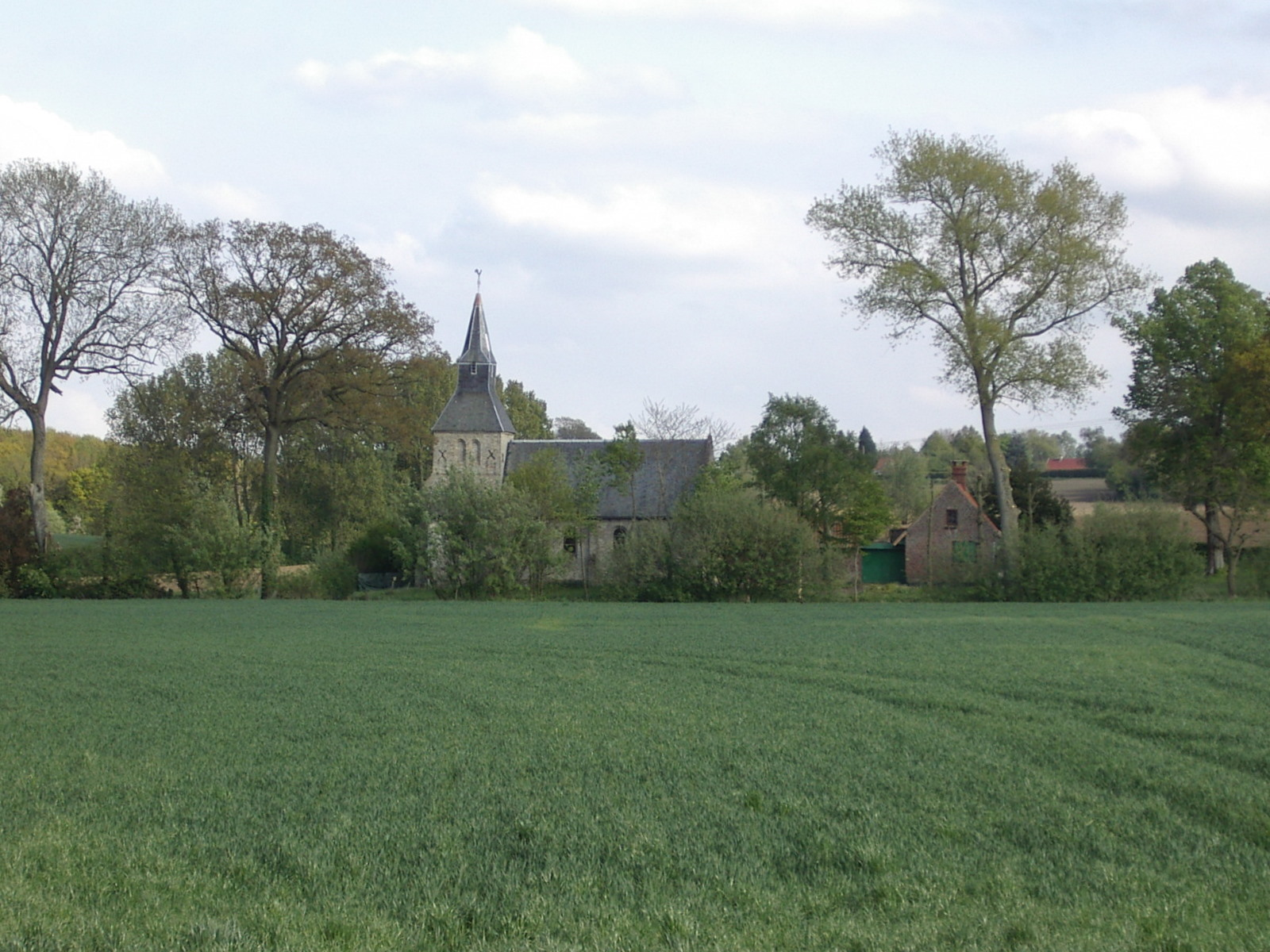
De kapel van Sint-Mildreda
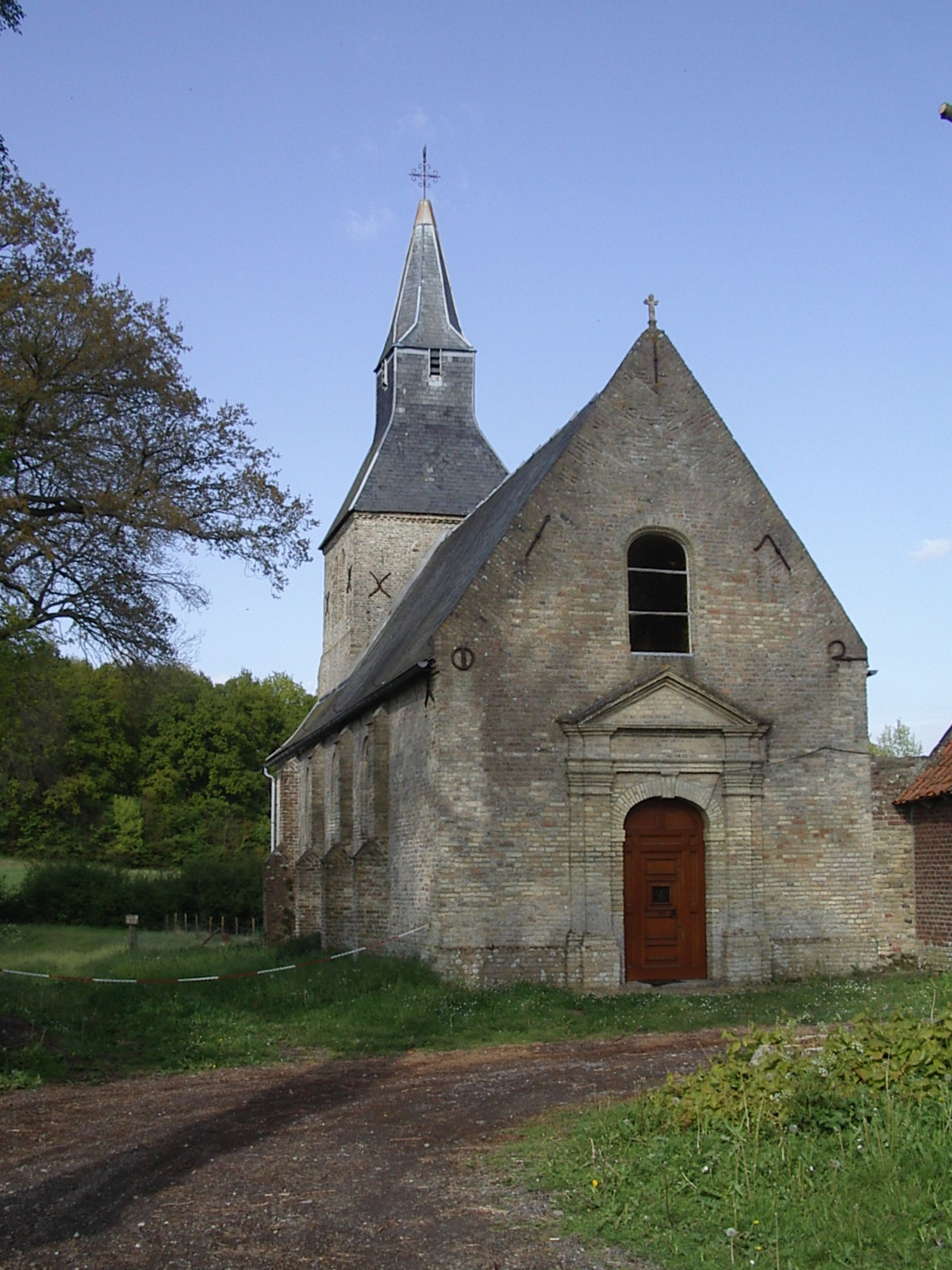
De kapel van Sint-Mildreda

## Natuur en landschap
Millam ligt in het Houtland op een hoogte van 0-54 meter. In het westen van de gemeente loopt de Kolme.

## Demografie
Onderstaande figuur toont het verloop van het inwonertal (bron: INSEE-tellingen).

## Nabijgelegen kernen
Merkegem, Volkerinkhove, Wulverdinge, Kapellebroek
Arneke · Bambeke · Bavinkhove · Bissezele · Bollezele · Broksele · Buisscheure · Ekelsbeke · Eringem · Hardefoort · Herzele · Holke · Hondschote · Hooimille · Houtkerke · Killem · Krochte · Kwaadieper · Lederzele · Ledringem · Merkegem · Millam · Nieuwerleet · Noordpene · Ochtezele · Oostkappel · Oudezele · Rekspoede · Rubroek · Sint-Momelijn · Soks · Steenvoorde · Terdegem · Volkerinkhove · Warrem · Waten · Wemaarskappel · Westkappel · Wilder · Winnezele · Wormhout · Wulverdinge · Zegerskappel · Zermezele · Zuidpene
Armboutskappel · Arneke · Bambeke · Bavinkhove · Belle · Berten · Bieren · Bissezele · Blaringem · Boeschepe · Boezegem · Bollezele · Borre · Bray-Dunes · Broekburg · Broekkerke · Broksele · Buisscheure · Drinkam · Duinkerke · Ebblingem · Eke · Ekelsbeke · Eringem · Gijvelde · Godewaarsvelde · La Gorgue · Grand-Fort-Philippe · Grevelingen · Groot-Sinten · Hardefoort · Haverskerke · Hazebroek · Herzele · Holke · Hondegem · Hondschote · Hooimille · Houtkerke · Kaaster · Kapelle · Kapellebroek · Kassel · Killem · Kraaiwijk · Krochte · Kwaadieper · Lederzele · Ledringem · Leffrinkhoeke · Linde · Loberge · Loon · Meregem · Merkegem · Merris · Meteren · Millam · Moerbeke · Niepkerke · Nieuw-Berkijn · Nieuw-Koudekerke · Nieuwerleet · Noordpene · Ochtezele · Okselare · Oostkappel · Oud-Berkijn · Oudezele · Pitgam · Pradeels · Rekspoede · Rubroek · Ruisscheure · Sint-Janskappel · Sint-Joris · Sint-Mariakappel · Sint-Momelijn · Sint-Pietersbroek · Sint-Silvesterkappel · Sint-Winoksbergen · Soks · Spijker · Stapel · Steenbeke · Steenvoorde · Steenwerk · Stegers · Stene · Strazele · Terdegem · Téteghem-Coudekerque-Village · Tienen · Uksem · Vleteren · Volkerinkhove · Waalskappel · Warrem · Waten · Wemaarskappel · Westkappel · Wilder · Winnezele · Wormhout · Wulverdinge · Zegerskappel · Zerkel · Zermezele · Zoeterstee · Zuidkote · Zuidpene